# Torixoréu
Torixoréu es un municipio brasilero del estado de Mato Grosso. Se localiza a una latitud 16º11'58" sur y a una longitud 52º33'20" oeste, estando a una altitud de 335 metros. Su población estimada en 2004 era de 4.387 habitantes.
Posee un área de 2406,11 km².